# The American Idol Experience
The American Idol Experience était une attraction du parc à thème Disney's Hollywood Studios à Walt Disney World Resort inspirée par l'émission télévisée américaine American Idol. L'attraction consiste en une audition basée sur celle de l'émission. Des visiteurs se présentent pour chanter devant les membres du public composé lui aussi de visiteurs et devant un jury de trois personnes qui votent alors pour leur chanteur préféré.

## L'attraction

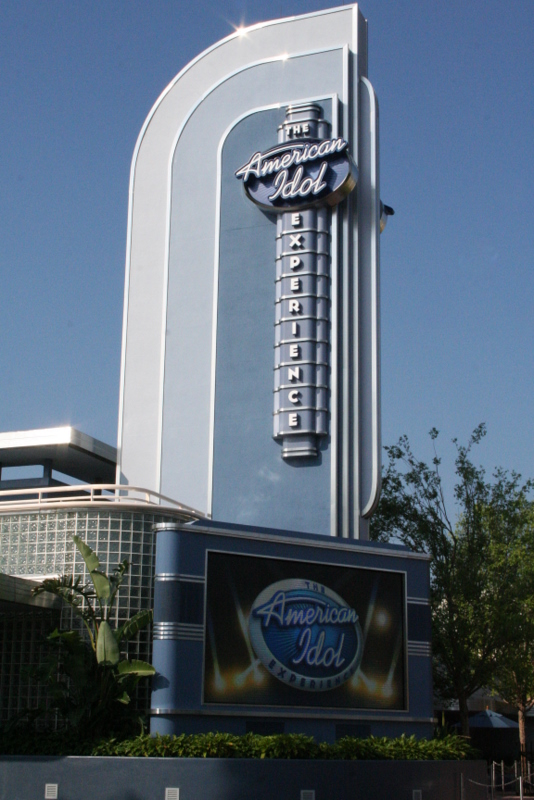
Entrée de l'attraction

Une première annonce à propos de l'attraction a été faite le 7 février 2008 mais sans en dévoiler de détails. Son annonce officielle a été faite le 21 mai 2008, soir de la finale de la septième saison par Jordin Sparks, le gagnant de la sixième saison d'American Idol.
Disney acquit les logos et la scénographie d'American Idol auprès des sociétés de production 19 Entertainment et FremantleMedia. Le studio utilisé est le "Superstar Television Theater" (anciennement "ABC TV Theater") qui abritait à l'origine le spectacle "Superstar Television", qui était l'une des premières attractions du parc en 1989.
Elle a ouvert le 14 février 2009,

### Les auditions
Chaque jour, des visiteurs du parc de plus de 14 ans se présentent à un pré-casting permettant de sélectionner les personnes aptes à monter sur scène et à prendre part à la compétition. Comme pour les auditions de l'émission de télévision, les auditions initiales sont a cappella. Les chanteurs sélectionnés passent ensuite devant un "producteur", qui leur propose de choisir parmi une liste de chansons fournies leur style (pop, country, rock, latin, R & B ainsi que des chansons de Disney) et leur font repasser une audition avec bande instrumentale.

### Avant-spectacle
Au cours de la journée, le parc propose à horaires définis des représentations servant de dernière sélection pour la grande finale organisée tous les soirs. Pendant ces spectacles, les personnes sélectionnées sont amenées à se produire devant un vrai public constitué des visiteurs du parc. Encore basé sur le modèle de l'émission télévisé, c'est le public qui vote en direct à l'aide de télécommandes pour désigner le chanteur à qui il souhaite donner une chance pour la finale de la journée.

### Finale et récompense
Le dernier spectacle de chaque journée met en vedette les gagnants des différentes sessions préliminaires du jour. Encore une fois, le vote du public est pris en compte mais il est accompagné de l'avis d'un jury de trois personnes. Pendant le spectacle, le public est invité à encourager les concurrents et à chahuter les juges. À l'issue de l'émission, le gagnant remporte un "Dream Ticket" qui lui permet de contourner la file d'attente à l'un des casting du véritable American Idol.

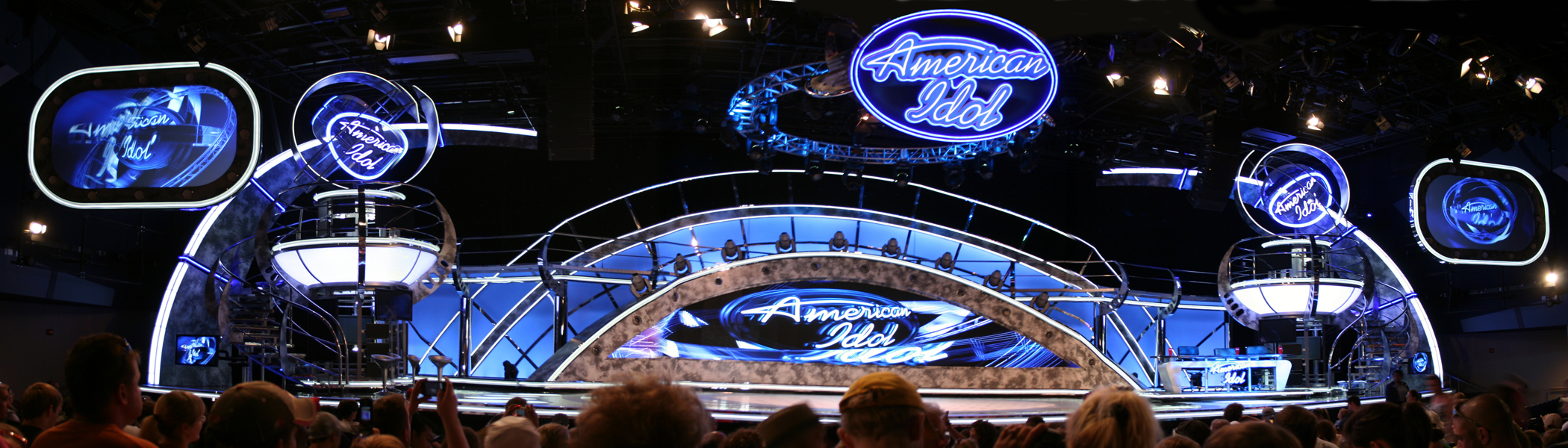
Scène de American Idol Experience.